# هاورد بريسلن
هاورد بريسلن (بالإنجليزية: Howard Breslin)‏ (23 ديسمبر 1912، نيويورك في الولايات المتحدة - 30 مايو 1964، نيويورك في الولايات المتحدة)؛ روائي أمريكي.

## روابط خارجية
- هاورد بريسلن على موقع IMDb (الإنجليزية)
- هاورد بريسلن على موقع قاعدة بيانات الفيلم (الإنجليزية)